# Baguirmi
Baguirmi er et af de tre departementer, som udgør regionen Chari-Baguirmi i Tchad.
11°23′54″N 16°10′03″Ø / 11.3983°N 16.1675°Ø